# Joey Heindle
Joel „Joey“ Heindle (* 14. Mai 1993 in München) ist ein deutscher Popsänger, der 2012 den 5. Platz in der Gesangs-Castingshow Deutschland sucht den Superstar belegte. Im Januar 2013 gewann er die siebte Staffel der Fernsehsendung Ich bin ein Star – Holt mich hier raus! und im November 2022 die dritte Staffel The Masked Singer Switzerland.

## Leben
Heindle wuchs in Hallbergmoos, einer Gemeinde bei Freising auf. Er brachte sich selbst das Gitarrespielen bei. Er schrieb neben seiner Ausbildung zum Beikoch eigene Lieder.
Im Februar 2013 wurde bekannt, dass Heindle aufgrund von Knebelverträgen mit mehreren Managern insolvent sei, da diese ihre Anteile einfordern. So habe ein Manager bereits im Januar 2013 von ihm 200.000 Euro gefordert. Von RTL wurde ihm ein Anwalt gestellt.
Seit Oktober 2013 hat Heindle ein neues Management und konnte Werbeverträge abschließen. Im Mai 2017 heiratete Heindle Justine Dippl, die er 2014 kennengelernt hatte. Nach der Trennung ein Jahr später wurde die Ehe 2021 geschieden. Von 2019 bis 2024 war Heindle mit der Schweizer Profi-Eistänzerin Ramona Elsener zusammen.

## Karriere

### 2011–2013
Im Spätsommer 2011 nahm er am Casting für die neunte Staffel von Deutschland sucht den Superstar teil, wo ihm der Sprung in die Top 10 gelang und er schließlich im Frühjahr 2012 den fünften Platz erreichte. Seine erste Single Die ganze Welt dreht sich um dich erreichte im Oktober 2012 Platz 94 der deutschen Singlecharts.
Im Januar 2013 war er Kandidat in der siebten Staffel von Ich bin ein Star – Holt mich hier raus!, die er als „Dschungelkönig“ verließ. Mit 19 Jahren ist er der bisher jüngste „Dschungelkönig“. Im Januar 2013 erschien seine zweite Single Hol’ mich raus!. Im RTL-Magazin Punkt 12 beantwortete er ab Mai 2013 in seiner wöchentlichen Kolumne Joeys Welt mit Expertenhilfe Fragen des Alltags.

### 2014–2016
Im Januar 2014 war er auf RTL als „Dschungelexperte“ in der achten Staffel von Ich bin ein Star – Holt mich hier raus! zu sehen. Im Januar 2015 war er in Sofa Stars: Im Dschungelfieber auf RTL zu sehen. Die Sendung lief nach dem Halbfinale der neunten Staffel Ich bin ein Star – Holt mich hier raus! Im Sommer nahm er an der Sendung Ich bin ein Star – Lasst mich wieder rein! teil.
Im April 2016 nahm er an der ProSieben Völkerball-Meisterschaft teil. Im Mai 2016 war er in vier Folgen von Deutschland, deine Promis auf RTL II zu sehen. Am 9. November 2016 nahm er als einer von vier Kandidaten an der RTL-Spielshow Crash Test Promis teil.

### Seit 2017
2017 erschien aus seinem Album Jeder Tag zählt die Single Irgendwo. In der zweiten Staffel von Global Gladiators kämpfte Joey mit sieben weiteren Kandidaten um den Titel „Global Gladiator 2018“. Er erkämpfte sich in verschiedenen Herausforderungen den 3. Platz. 2018 wirkte er beim RTL Ninja Warrior Germany Promi-Special für den RTL-Spendenmarathon mit und schaffte es dort in die zweite Runde.
Neben seinen Fernsehauftritten veröffentlicht Heindle auch weiterhin Musik. Passend zu seiner Teilnahme bei Global Gladiators erschien sein Song Courage. Im August 2019 war er Kandidat in der siebten Staffel von Promi Big Brother, die er als Zweiter beendete. Zur selben Zeit war er in einer Folge von Konny Goes Wild! als Survival-Kandidat zu sehen. Nachdem er verletzungsbedingt als Kandidat an der 1. Staffel von Dancing on Ice nicht teilnehmen konnte, war er im November und Dezember 2019 in der 2. Staffel zu sehen und tanzte dort mit der Schweizer Profi-Eiskunstläuferin Ramona Elsener, die im Laufe der Staffel zu seiner Lebenspartnerin wurde. Weiters war er Teilnehmer in der im Juli 2020 ausgestrahlten Sendung Die! Herz! Schlag! Show!. 2020 war Heindle Kandidat in der Sat.1-Spielshow Die Festspiele der Reality Stars – Wer ist die hellste Kerze?. Im März 2021 nahm er an dem TV-Experiment Promis, 7 Tage ohne ... mit seiner Freundin Ramona Elsener teil.
2021 schloss er seine Ausbildung zum Rettungssanitäter beim Deutschen Roten Kreuz erfolgreich ab, die er in der Corona-Zeit begonnen hatte.
2022 nahm er als Tukan bei The Masked Singer Switzerland teil und gewann die dritte Staffel. 2024 sah man ihn in der RTL-Show Splash! Das Promi-Pool-Quiz.

## Diskografie

### Alben
- 2013: Jeder Tag zählt[16]

### Singles
- 2012: Die ganze Welt dreht sich um dich
- 2013: Hol’ mich raus!
- 2013: Hollywood
- 2013: Weihnachten ist wunderschön (feat. Sebastian Deyle, Anthony Bauer Jr., Tom Schau Band)
- 2016: Hallo hallo schönes Leben
- 2017: Herzen können fliegen
- 2017: Irgendwo
- 2018: Will, dass du lebst
- 2018: Courage
- 2019: Du & Ich
- 2019: Geschichtenerzähler
- 2019: Weg von hier
- 2020: Wir hören nicht auf
- 2021: Es geht wieder hoch
- 2021: Das ist unsere Zeit
- 2023: Glücksbringer
- 2023: Wellenreiter
- 2023: Wer außer dir
- 2024: Weil das hier unser Leben ist
- 2025: Ich verliere die Kontrolle

### Auftritte bei DSDS
| Mottoshow (Datum)                                               | Lied                              | Originalinterpret  | Platzierung         |
| --------------------------------------------------------------- | --------------------------------- | ------------------ | ------------------- |
| Top 16 Show: „Wer schafft es in die Top 10?“ (25. Februar 2012) | Here Without You                  | 3 Doors Down       | 2. von 16 (14,12 %) |
| Hammer Hits (3. März 2012)                                      | Hey, Soul Sister                  | Train              | 2. von 10 (14,84 %) |
| Party Hits (10. März 2012)                                      | Crying at the Discoteque          | Alcazar            | 2. von 09 (16,61 %) |
| Herzenssongs für Dich (17. März 2012)                           | Der Weg                           | Herbert Grönemeyer | 1. von 08 (26,59 %) |
| Ab in den Süden (24. März 2012)                                 | Love Is in the Air                | John Paul Young    | 2. von 07 (16,31 %) |
| Solo und Duette (31. März 2012)                                 | Hero                              | Enrique Iglesias   | 4. von 06 (16,17 %) |
| Solo und Duette (31. März 2012)                                 | Bitte hör nicht auf zu träumen    | Xavier Naidoo      | 4. von 06 (16,17 %) |
| Unplugged vs. Power Songs (7. April 2012)                       | Grenade                           | Bruno Mars         | 5. von 05 (15,57 %) |
| Unplugged vs. Power Songs (7. April 2012)                       | Behind Blue Eyes (Akustikversion) | The Who            | 5. von 05 (15,57 %) |